# Les Angles (Hautes-Pyrénées)
Les Angles település Franciaországban, Hautes-Pyrénées megyében. Lakosainak száma 131 fő (2022. január 1.). Les Angles Lézignan, Gez-ez-Angles, Jarret, Sère-Lanso, Arcizac-ez-Angles, Arrodets-ez-Angles és Artigues községekkel határos.

## Népesség
A település népességének változása:
| Lakosok száma | 123  | 118  | 125  | 126  | 130  | 130  | 131  | 130  | 131  |
|               | 2013 | 2015 | 2016 | 2017 | 2018 | 2019 | 2020 | 2021 | 2022 |